# 젠다오성
간도성(중국어 간체자: 间岛省, 정체자: 間島省, 병음: Jiāndăo, 한국어: 간도성)은 만주국의 성이다. 약칭은 간(間)이다. 1934년 만주국 정부는 젠다오성을 설치하였고 1945년 8월 만주국이 해체되면서 자연 소멸하였다.

## 역사
1934년(강덕 원년) 12월 1일 지린성(吉林省)의 옌지(延吉), 왕칭(汪清), 훈춘(珲春), 허룽(和龙)의 4현과 펑톈성(奉天省)의 안투(安图)로 젠다오성을 신설하였으며, 성공서(省公署)를 옌지현(延吉县) 옌지가(延吉街, 1943년 젠다오 시(间岛市)가 됨)에 설치한다. 젠다오성의 주민 상당수는 일본인과 조선인이었다. 1943년(강덕 10년) 둥만총성(东满总省) 관할로 넘어갔으며, 1945년(강덕 12년) 만주국 국무원의 직할이 되었다.

## 행정 구역
1945년 8월, 만주국 해체 직전의 행정 구역
- 간도시(间岛市, 1943년(강덕 10년) 연길 현 옌지가에 설치)
- 연길현(延吉县)
- 왕청현(汪清县)
- 화룡현(和龙县)
- 훈춘현(珲春县)
- 안도현(安图县)

## 같이 보기
- 만주국의 행정 구역